# Campionato mondiale maschile di pallacanestro 1954
La II edizione del Campionato Mondiale Maschile di Pallacanestro FIBA si è disputata in Brasile, a Rio de Janeiro, dal 23 ottobre al 5 novembre 1954. Al torneo hanno partecipato dodici squadre. La vittoria arrise agli Stati Uniti, che inviarono la squadra dei Peoria Caterpillars a rappresentarli.

## Squadre partecipanti
| Gruppo A - Brasile - Paraguay - Filippine | Gruppo B - Canada - Perù - Stati Uniti | Gruppo C - Francia - Uruguay - Jugoslavia | Gruppo D - Cile - Taiwan - Israele |

## Gironi di qualificazione

### Gruppo A
| Squadra      | P | V | P | PF  | PS  | Dif |
| ------------ | - | - | - | --- | --- | --- |
| 1. Brasile   | 4 | 2 | 0 | 160 | 114 | +46 |
| 2. Filippine | 3 | 1 | 1 | 126 | 151 | -25 |
| 3. Paraguay  | 2 | 0 | 2 | 104 | 125 | -21 |

Partite
| Filippine | 64–52 | Paraguay  |  |
| Brasile   | 99–62 | Filippine |  |
| Paraguay  | 52–61 | Brasile   |  |

### Gruppo B
| Squadra        | P | V | P | PF  | PS  | Dif |
| -------------- | - | - | - | --- | --- | --- |
| 1. Stati Uniti | 4 | 2 | 0 | 132 | 88  | +44 |
| 2. Canada      | 3 | 1 | 1 | 105 | 117 | -12 |
| 3. Perù        | 2 | 0 | 2 | 109 | 141 | -32 |

Partite
| Perù   | 51–73 | Stati Uniti |  |
| Canada | 37–59 | Stati Uniti |  |
| Canada | 68–58 | Perù        |  |

### Gruppo C
| Squadra       | P | V | P | PF  | PS  | Dif |
| ------------- | - | - | - | --- | --- | --- |
| 1. Uruguay    | 4 | 2 | 0 | 113 | 98  | +15 |
| 2. Francia    | 3 | 1 | 1 | 113 | 118 | -5  |
| 3. Jugoslavia | 2 | 0 | 2 | 112 | 122 | -10 |

Partite
| Jugoslavia | 52–55 OT | Uruguay    |  |
| Francia    | 67–60    | Jugoslavia |  |
| Uruguay    | 58–46    | Francia    |  |

### Gruppo D
| Squadra    | P | V | P | PF  | PS  | Dif |
| ---------- | - | - | - | --- | --- | --- |
| 1. Taiwan  | 3 | 1 | 1 | 115 | 113 | +2  |
| 2. Israele | 3 | 1 | 1 | 100 | 98  | +2  |
| 3. Cile    | 3 | 1 | 1 | 117 | 121 | -4  |

Partite
| Israele | 45–49 | Taiwan |  |
| Taiwan  | 66–68 | Cile   |  |
| Israele | 55–49 | Cile   |  |

## Girone di qualificazione
Ogni squadra gioca una partita contro ciascuna delle altre per un totale di tre incontri.
| Squadra        | P | V | P | PF  | PS  | Dif |
| -------------- | - | - | - | --- | --- | --- |
| 9. Paraguay    | 6 | 3 | 0 | 193 | 177 | 16  |
| 10. Cile       | 5 | 2 | 1 | 179 | 170 | 9   |
| 11. Jugoslavia | 4 | 1 | 2 | 210 | 221 | -11 |
| 12. Perù       | 3 | 0 | 3 | 190 | 204 | -14 |

| Partite    |          |         |    |
| Paraguay   | Perù     | 66 - 58 |    |
| Jugoslavia | Cile     | 62 - 70 |    |
| Jugoslavia | Perù     | 86 - 84 | OT |
| Cile       | Paraguay | 57 - 60 |    |
| Jugoslavia | Paraguay | 62 - 67 |    |
| Perù       | Cile     | 48 - 52 |    |

## Fase finale (finale a otto)
Girone all'italiana di sola andata. Le prime tre squadre vincono le medaglie.
Partite
| Canada      | 50–43    | Israele     |
| Francia     | 57–49    | Uruguay     |
| Taiwan      | 44–61    | Brasile     |
| Filippine   | 43–56    | Stati Uniti |
| Uruguay     | 66–67    | Canada      |
| Israele     | 46–68    | Brasile     |
| Francia     | 49–70    | Stati Uniti |
| Taiwan      | 38–48    | Filippine   |
| Uruguay     | 59–64    | Stati Uniti |
| Canada      | 67–82    | Brasile     |
| Israele     | 56–90    | Filippine   |
| Francia     | 58–48    | Taiwan      |
| Canada      | 50–84    | Stati Uniti |
| Brasile     | 57–41    | Filippine   |
| Uruguay     | 67–62    | Taiwan      |
| Israele     | 48–45 OT | Francia     |
| Canada      | 76–83    | Filippine   |
| Stati Uniti | 72–28    | Taiwan      |
| Brasile     | 49–36    | Francia     |
| Uruguay     | 73–69    | Israele     |
| Canada      | 61–74    | Taiwan      |
| Filippine   | 66–60    | Francia     |
| Stati Uniti | 74–30    | Israele     |
| Brasile     | 60–45    | Uruguay     |
| Canada      | 62–66    | Francia     |
| Taiwan      | 51–38    | Israele     |
| Filippine   | 67–63    | Uruguay     |
| Stati Uniti | 62–41    | Brasile     |

## Classifica finale
| Campione del Mondo | Campione del Mondo | Campione del Mondo |
| --- | ------------------ | --- |
| Stati Uniti11 Penwell, 12 Minter, 14 Retherford, 21 Gott, 22 Johnson, 24 Stratton, 33 Kelley, 34 Hamilton, 44 Sheets, 45 Born, 55 Solomon, All. Warren Womble |                    | |
| Argento | Brasile            | Brasile3 Algodão, 4 Godinho, 5 Wlamir, 6 Angelim, 7 Almir, 8 Wilson, 9 Jamil, 10 Alfredo da Motta, 11 Thales, 12 Mayr, 13 Zé Henrique, 14 Amaury, 15 Mário Jorge, 16 Fausto, All. Kanela         |
| Bronzo | Filippine          | Filippine3 Mumar, 4 Rabat, 5 Flores, 6 Tolentino, 7 Francisco, 8 Barretto, 9 Saldaña, 10 Bautista, 11 Manulat, 12 Amador, 13 Genato, 14 Loyzaga, All. Herminio Silva                             |
| 4. | Francia            | Francia3 Haudegand, 4 Zagury, 5 Monclar, 6 Freimuller, 7 Perniceni, 8 Rey, 9 Antoine, 10 Grange, 11 Dessemme, 12 Buffière, 13 Bertorelle, 14 Beugnot, 15 Schlupp, 16 Gominon, All. Robert Busnel |
| 5. | Taiwan             | Taiwan4 Hoo, 5 Ling, 6 Tong, 7 Wang, 8 Ng, 9 Poon, 10 Yung, 11 Lee, 12 Yao, 13 Yap, 14 Tsai, 17 Lai, All. Niu Ping-yih                                                                           |
| 6. | Uruguay            | Uruguay3 Acosta y Lara, 4 Baliño, 5 Costa, 6 Demarco, 7 Roselló, 8 Gully, 9 Lombardo, 10 Lovera, 11 Matto, 12 Mera, 13 Moglia, 14 García, 15 Usher, 16 Zubillaga, All. Prudencio de Pena         |
| 7. | Canada             | Canada9 Ridd, 10 M. Spack, 22 Burkett, 23 Oelkers, 33 Watts, 43 A. Spack, 44 Gresham, 45 Callis, 55 Olafsson, 88 Parobec, All. Jim Bulloch                                                       |
| 8. | Israele            | Israele3 Shneior, 4 Ofri, 5 Daniel, 6 Fecher, 7 Cohen, 8 Tavil, 9 Shelah, 10 Gafni, 11 Ram, 12 Hefez, 13 Luboshitz, 14 Erez, All. Jacob Saltiel                                                  |
| 9. | Paraguay           | Paraguay3 Zapattini, 4 Cálcena, 5 Coscia, 6 Bendlin, 7 Mongelós, 8 Yegros, 9 Olavarrieta, 10 Abente, 11 Gorostiaga, 12 Bogado, 13 Isusi, 14 Amarilla, All. Carlos Rojas y Rojas                  |
| 10. | Cile               | Cile3 Zitko, 4 Mahana, 5 Raffo, 6 Awad, 7 Gianoni, 8 Torres, 9 Skoknic, 10 Urra, 11 Ostoic, 12 López, 13 Araya, 14 Etchepare, All. Kenneth Davidson                                              |
| 11. | Jugoslavia         | Jugoslavia3 Müller, 4 Marjanović, 5 Bjegojević, 6 Andrijašević, 7 Engler, 8 Konjović, 9 Godžić, 10 Blagojević, 11 Blašković, 12 Kristančić, 13 Loci, 14 Ćurčić, All. Aza Nikolić                 |
| 12. | Perù               | Perù3 Castro, 4 Lucioni, 5 Chocano, 6 Salas, 7 Fiestas, 8 Sánchez, 9 Vizcarra, 10 Drago, 11 Obando, 12 Toro, 13 Moreyra, 14 Ferreyros, 15 Loveday, All. Luis Alberto Sánchez                     |